# Новокієшкинська сільська рада
Новокіє́шкинська сільська рада (рос. Новокиешкинский сельский совет) — муніципальне утворення у складі Кармаскалинського району Башкортостану, Росія. Адміністративний центр — село Нові Кієшки.

## Населення
Населення — 2665 осіб (2019, 3011 в 2010, 3452 в 2002).

## Склад
До складу поселення входять такі населені пункти:
| Населений пункт             | Населення, осіб (2002) | Населення, осіб (2010) |
| --------------------------- | ---------------------- | ---------------------- |
| Калгановка, присілок        | 11                     | 0                      |
| Мукаєво, присілок           | 356                    | 259                    |
| Мурзино, присілок           | 183                    | 172                    |
| Нові Кієшки, село           | 1238                   | 1105                   |
| Сарт-Чишма, село            | 993                    | 908                    |
| Станції Тазларово, присілок | 116                    | 69                     |
| Тубяк-Тазларово, присілок   | 91                     | 60                     |
| Утяганово, село             | 464                    | 438                    |